# Scaphyglottis bidentata
Scaphyglottis bidentata é uma espécie de orquídea epífita, família Orchidaceae, que habita da Costa Rica ao norte do Brasil.